# تاكفاريناس (مغني)
تاكفاريناس (بالأحرف اللاتينية Takfarinas) اسمه الحقيقي أحسن زرماني مغني جزائري وموسيقي من منطقة القبائل. ولد في حي تيقصراين بلدية بير خادم التابعة لولاية الجزائر  سنة 1958، وعندما بدأ الغناء، اتخذ اسم تاكفاريناس من البطل البربري العسكري الذي قاد قواته النوميدية لمحاربة الرومان.

## الألبومات
أصدر أول ألبوم له سنة 1986 ولديه 09 ألبومات غنائية معروفة وتذاع باستمرار على التلفزيون الجزائري
- 1986 ألبوم وايتلها
- 1989 البوم ارغازن
- 1993 البزم رمان
- 1995 ألبوم سالامات
- 1999 ألبوم يالميزيك
- 2000 ألبوم كارتيي تيقصراين
- 2004 ألبوم ثامتوث للنساء
- 2011 ألبوم لوالدين
- 2012 ألبوم شويا شويا

## روابط خارجية
- تاكفاريناس على موقع ميوزك برينز (الإنجليزية)
- تاكفاريناس على موقع ديسكوغز (الإنجليزية)